# 日野椀

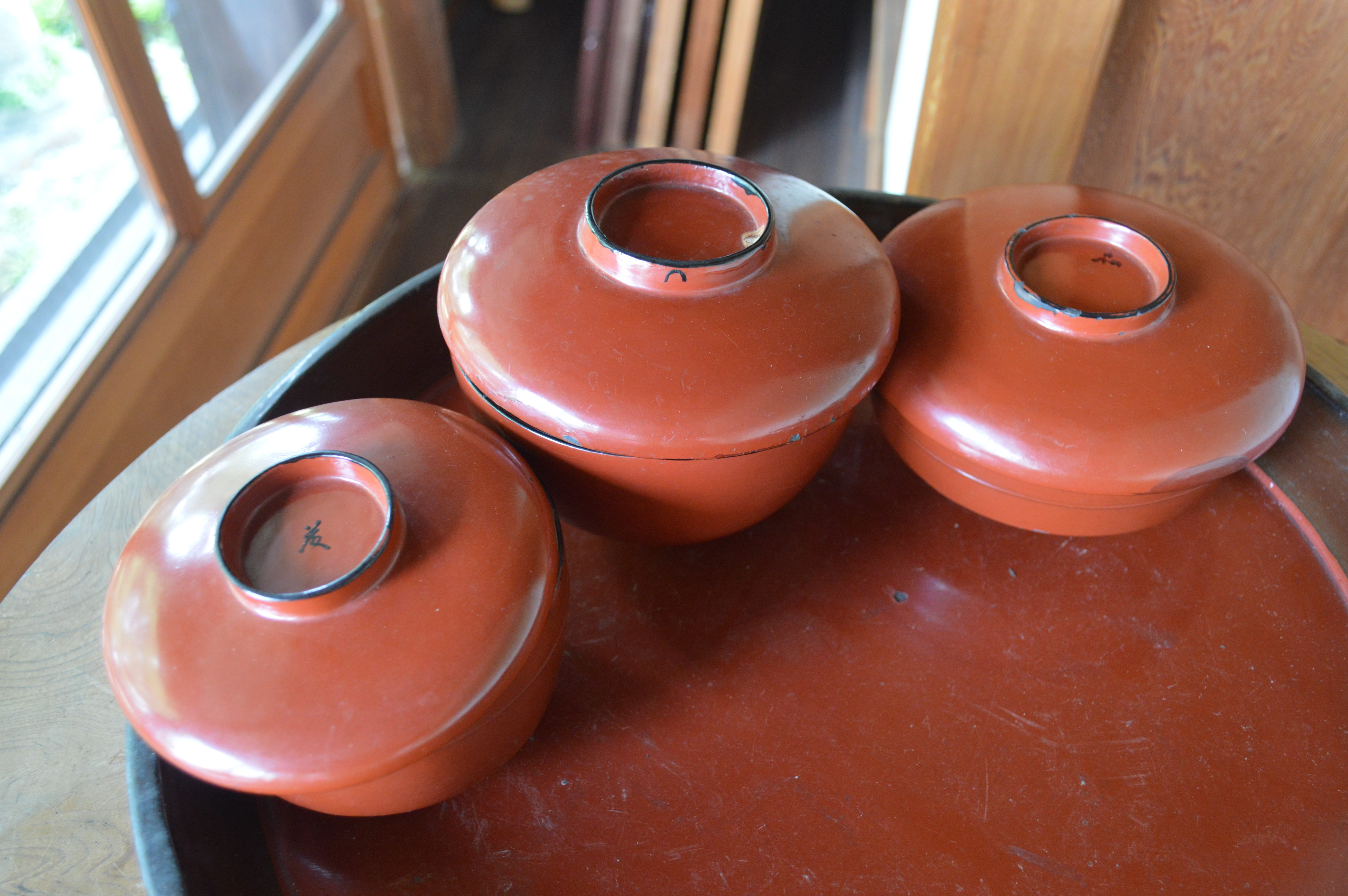
日野椀（近江日野商人館）

日野椀（ひのわん）は、滋賀県蒲生郡日野町とその周辺で生産された漆器。

## 歴史
平安時代に日野地域が「檜物庄」と呼ばれていたという記録が残ることから、この時代には既に檜物製造が行われていたと考えられている。天文2年（1533年）に領主蒲生氏が日野城下町の町割を実施し、堅地町（現金英町）・塗師町（現御舎利町）に木地師・塗師を住まわせる。天正18年（1590年）、伊勢松ヶ島へ転封していた蒲生氏郷が会津に移るにあたり、漆器職人を会津に招いたため、日野の漆器製造は一時期衰退する。なお、このため会津漆器は日野塗の技術導入により発展したと考えられている。
元和年間（1615年～1623年）、近江日野商人（近江商人の一部）の活躍により、日野塗が復興する。正保2年（1645年）公刊と考えられている松江重頼の俳諧作法書「毛吹草」にも、近江日野の名物として「五器（ごき）」が挙げられている。その後、近江日野商人の主力商品が薬に代わったことや、宝暦6年（1756年）の日野大火（市街地の約8割を焼失）で打撃を受け徐々に衰微、天保年間（1830年～1843年）に日野椀の製造は途絶えた。

## 特徴

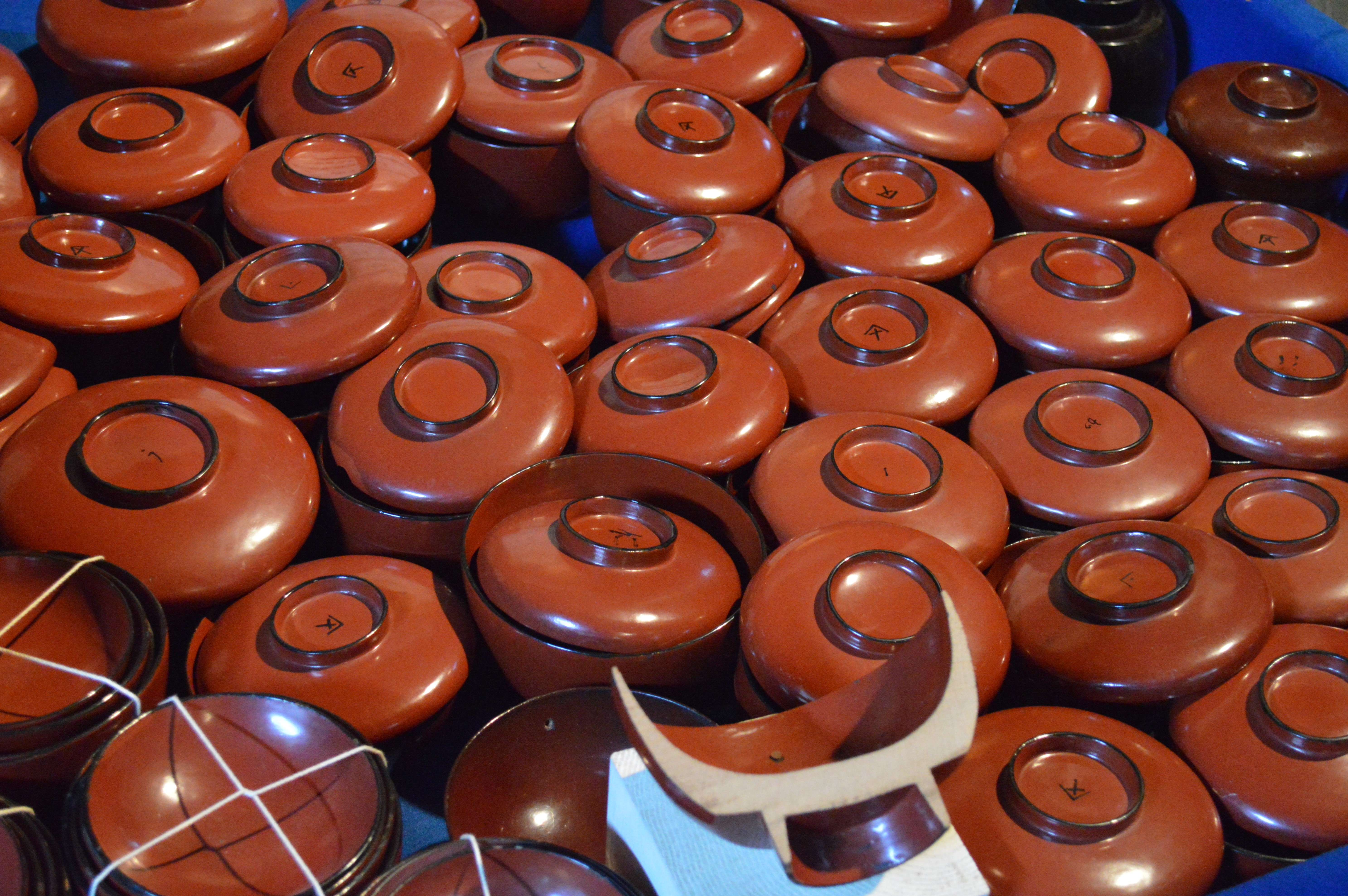
日野椀

初期に生産され今も残存する器は祭器が多く見られ、厚手・高い高台を特徴とする。安土桃山時代には、千利休らが愛用したという記録が残っている。江戸時代に庶民使いの漆器として、日野商人による行商で全国へ広まった。
近江日野商人館の館長である満田良順の研究によれば、日野椀は日野だけで製造されていたわけではなく、日野商人が全国に点在する木地師や塗師に技術指導をした上で製造委託をし、日野椀ブランドを付けて流通させていた可能性が指摘されている。

## 現代の日野における椀製造
長く製造は途絶えていたが、「日野椀復興の会」の木工作家である北川高次によって、近年には日野町で再び製造され始めている。「MR漆」という特別精製の天然漆を用いて、ウレタン等の石油合成素材を用いない、普段使いに耐える漆器の製造に成功している。この復興日野椀は食器洗い乾燥機の使用にも耐えることが特徴である。